# تانگ ویی
تانگ ویی (انگلیسی: Tang Weiyi؛ زادهٔ ) یک بازیکن تنیس روی میز اهل جمهوری خلق چین است. 
وی در مسابقات کشوری و بین‌المللی در مجموع برنده ۲ مدال طلا، ۱ مدال برنز شده‌است.